# Блага је ноћ
Блага је ноћ је четврти и последњи завршени роман америчког писца Френсиса Скота Фицџералда први пут објављен 1934. године. Радња прати амерички брачни пар Дајвер, Дика и Никол, и њихов круг пријатеља и америчких експатријата окупљених у њиховој вили на Француској ривијери у периоду између два рата. Дело приказује таму иза блиставости и гламура богатог друштва, са крахом брака Дајверових и Диковим путем од професионалног и породичног успеха до пада у алкохолизам као основним темама.
При првом објављивању роман је излазио у деловима, од јануара до априла, у магазину Чарлс Скрибнерс санс, а онда и у облику књиге 12. априла 1934. Наслов романа је преузет из „Оде славују“ Џона Китса. Сам Фицџералд сматрао је Блага је ноћ својим најбољим делом.

## Структура
Дело се састоји од три књиге, од којих прва поставља сцену друштва на Ривијери, а друга употребљава повратак у прошлост како би објаснила како је до брака Дајверових дошло и појаснила околности и односе изложене у првој књизи. У трећој књизи наставља се радња тамо где је стала у првој књизи.
Фицџералд је у писмима издавачима истицао модерну структуру дела и о њој позитивно говорио, али је пријем утицао да промени мишљење и измени наративни ток дела. Направио је белешке о уређивању романа хронолошки, додавању сцена које би побољшале ток и о подели на пет уместо на три књиге пре него што га је смрт прекинула у децембру 1940. Фицџералдов пријатељ и књижевни критичар Малколм Каули уредио је текст у складу са његовим жељама и убедио издаваче да поново издају измењену верзију романа 1948. године.
Радња је у продужетку приказана у складу са верзијом романа из 1934. године.

## Радња

### Књига I
Роузмери Хојт, млада, лепа и наивна филмска звезда у успону, на одмору је на југу Француске са мајком. Тамо упознаје брачни пар Дајвер, Дика, у којег се заљубљује на први поглед, и Никол. Дик је признати психијатар, а Никол потиче из богате чикашке породице. Пар је изградио вилу Дијана на обали, где окупља и забавља круг америчких пријатеља. Роузмери се прикључује њиховом друштву, које плени шармом и софистицираношћу, и упознаје брачни пар МекКиско, Ејба Норта и Томија Барбана.
На забави Дајверових Роузмери изјављује љубав Дику. Истом приликом Томи Барбан брани Николину част од неодређених и магловитих напада пара МекКиско – Вајолет МекКиско покушава да опише нешто што је видела у тоалету, а Барбан је спречава, штитећи Дајверове. Алберт МекКиско, пијан, изазива Барбана на двобој. Испаљени меци не повређују ниједног од учесника.
Инцидент је заборављен и Дајверови, праћени Роузмери, путују у Париз. Роузмери покушава да започне везу са Диком који, иако је одбија, признаје да гаји осећања према њој. На станици Сен Лазар трио среће Ејба Норта, који позива Никол да се укрца са њим на воз и неуспешно покушава да јој изјави љубав. Одбијен је, и група присуствује убиству мушкарца од стране жене са којом је Никол разговарала. Дик жели да провери шта се десило, а Никол каже да треба позвати женину сестру како би она то решила.
Ејб Норт није напустио Париз као што је планирао, већ се опијао и током ноћи је покраден. Извесни Жил Питерсон сведок је злочина. Управо он је пронађен у Роузмериној хотелској соби, убијен. Особе које су заправо покрале Норта пратиле су га до хотела и усмртиле. Како би спасао Роузмерину каријеру и углед, Дик помера тело из собе у ходник, мења постељину и позива особље да реши новонасталу ситуацију. Роузмери проналази Дика и Никол у купатилу – Дик покушава да смири жену која има нервни слом, говори неповезано и оптужује га. Вајолет МекКиско је раније слично спознала да Никол има периоде лудила.

### Књига II
Прича води у Дикову прошлост и говори о његовим успесима на пољу психијатрије. Дик је студирао на Јејлу, на Оксфорду и Универзитету Џон Хопкинс. Боравио је у Цириху, где је написао књигу која постаје обавезна литература на универзитетима. У исто време, Никол Ворен је примљена на клинику у Цириху због шизофреније – по сведочењу њеног оца, нешто с њом није у реду у глави – а Дик је позван да помогне у њеном лечењу.
Николина мајка је умрла када је имала једанаест година, а након тога је била жртва сексуалног злостављања од стране оца, што је озледило њену психу и изазвало слом. Дик и Никол започињу терапијски однос и размењују писма. Психоаналитички трансфер помаже Никол и њено ментално здравље се побољшава, а Дик се заљубљује у њу. Прекида контакт са Никол, јер би веза била неетичка, али је касније поново среће и упознаје њену заштитнички настројену сестру Бејби Ворен. Дик одлучује да се ожени Никол упркос Бејбином веровању да се Дик жени како би добио Николин новац. Пар добија два детета, а путовања која следе порођаје испресецане су Николиним периодима мрачења разума. Пар купује вилу на обали како би имали простора за породицу. Радња се враћа на тренутак Николиног слома на крају прве књиге.
Брига о Никол и финансијама, као и љубав ка Роузмери, стоје на путу Диковог рада. Пружа му се прилика за повратак послу када му партнер из Цириха предлаже да откупе клинику. Дик увиђа да у основи овог предлога није поштовање Дикових постигнућа, већ његове платежне моћи. Бејби Ворен такође је фактор у доношењу одлуке – она говори да не би морала да брине за сестру када би знала да је увек близу клинике, што ставља тачку на Дикове дилеме. Николина зависност и ослањање на Дика се умањује док она јача, а он слаби у брачној динамици.
Никол има љубоморне испаде због Диковог односа са Роузмери. Мајка једне од пацијенткиња пише да је Дик завео њену кћер, и Никол у то верује. На локалном годишњем карневалу Никол је дезоријентисана и прогоњена идејама да ће изгубити мужа, и понаша се све непредвидљивије. Током вожње кући са карневала она зграби волан и умало сурва аутомобил са литице, да је Дик не спречи и аутомобил скрене са пута у грмље. Дик ово не тумачи као последицу болести, већ Николине злобе. Он напушта клинику и Никол под изговором да мора да присуствује семинару и полази на путовање. У Минхену среће Барбана, који га обавештава да је Ејб Норт убијен у бару.
Дик сазнаје да је његов отац преминуо и путује у Америку због сахране. При повратку у Европу, у Риму среће МекКиска, који се прославио писањем, и Роузмери. У потрази за собом и у покушају да се отргне од Николиног утицаја, Дик започиње аферу са Роузмери. Мисли о Никол га прогоне и, не налазећи утеху у Роузмери, напушта је. Среће Бејби Ворен, која га подстиче да пребаци Никол у Енглеску. Растају се у лошем расположењу, а затим поново срећу када је Дик приморан да позове Бејби да га избави из затвора у који је доспео након што је ударио полицајца. Иако је ослобођен из затвора, Дик се осећа заточеним од стране Никол и њене породице.

### Књига III
Након дебакла у Риму, Дик је мотивисан ка пословним достигнућима. Упркос аспирацијама, пацијенти га оптужују да му осећају алкохол у даху и напуштају клинику. Дик не види и не разматра личне разлоге за пиће, већ га се одриче јер је непрофесионално. То не доприноси послу, јер је Диков део клинике продат. Пар путује у Италију, где гостује код сада преудате удовице Ејба Норта. Дик се све мање контролише и прави сцену због које су он и Никол приморани да напусте кућу.
Пар се враћа у своју вилу на Ривијери. Проводе време са Барбаном на јахти. Никол је боље и почињу да јој сметају Дикови испади. Он послом путује у Провансу, а Никол и Барбан започињу везу. Са Диковим повратком, Никол му се поново окреће, али он је одбацује, говорећи да се не може бринути о њој и бити јој ослонац, већ да сада само покушава да спасе себе. Барбан долази код Дика да се изјасни у вези са Никол, спреман да га изазове на борбу. Дик претпушта жену без сукоба. Он напушта Ривијеру и бесциљно путује ламентирајући над обећавајућом будућношћу коју је некад имао.

## Инспирација и позадина
Блага је ноћ у великој мери црпи инспирацију из заједничког живота Френсиса и његове жене Зелде. Пар је са ћерком Скоти отпутовао у Европу 1924. године, путујући између Париза и Ривијере до 1926, када се населио на Француској ривијери. Овом приликом упознали су уметнике и великане који су такође живели у Француској, попут Ернеста Хемингвеја, Гертруде Стајн, Доса Пасоса, Анрија Матиса, Пабла Пикаса, Џералда и Саре Марфи, што се може повезати са елитним друштвом Дајверових. Хемингвеј се није слагао са Зелдом, тврдећи у свом делу Покретни празник да је луда и да је она подстицала Френсиса на пиће и одвраћала му пажњу од писања.
Фицџералд је радио на роману до 1927, базирајући Дика и Никол на Џералду и Сари Марфи, који су окупљали значајне особе тог времена у вили Америка на обали Антиба. Тада се сели у Америку са породицом како би писао сценарија за филмове, упознаје младу глумицу Лоис Моран са којом има аферу и која ће служити као инспирација за лик Роузмери Хојт. До краја 1930. Зелди је постављена дијагноза шизофреније (данас се сматра да се радило о биполарном поремећају) и смештена је на клинику и Монтреу у Швајцарској на лечење. Зелдин ментални поремећај служио је као инспирација за Николине проблеме са менталним здрављем, а сцена када Никол отима волан Дику и умало скрене са литице тачан је опис догађаја из живота Фицџералдових. Од 1932. године Зелда је хоспитализована на клиници Универзитета Џон Хопкинс у Балтимору, у држави Мериленд. Диково потонуће у алкохолизам одраз је Френсисових проблема са алкохолом – 1935. је писао како му пиће ограничава менталну брзину. Од 1933. до 1937. је био на лечењу због алкохолизма осам пута и хапшен је неколико пута.
Иако је брачни пар Марфи иницијално био инспирација за роман Блага је ноћ и њима је дело посвећено, ликови су преузели особине Френсиса и Зелде и развијали се у том правцу. Сара Марфи је нарочито била повређена што су ликови базирани на њима, тврдећи да Фицџералд не зна много о људима, а нарочито не о Џералду и њој.

## Критике
Фицџералд је имао велика очекивања од романа, који је добио помешане критике. Већина је сматрала да нелинеарни ток приче не доприноси наративу, а да теме, за које се сматрало да су типичне за Џез еру, више нису биле занимљиве читаоцима. У прва три месеца од издавања продато је 12 000 примерака (насупрот 50 000 продатих примерака С ове стране раја). Модерни критичари имају позитивније мишљење о делу, слажући се са Фицџералдовом тврдњом да је успешније од Великог Гетсбија и хвалећи нелинеарну структуру и женске ликове.